# Gult kort

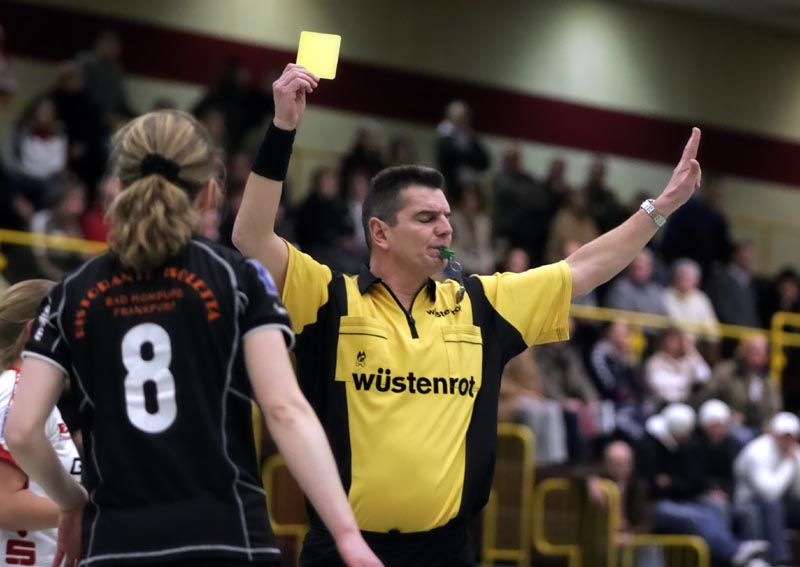
Tyskland 2007, domaren visar det gula kortet i handboll.

Gult kort är i flera idrottsgrenar (till exempel fotboll, handboll, rugby) ett markeringskort som domaren använder för att visa att en spelare, eller laget, erhållit en varning. Inom fotboll innebär det andra gula kortet i samma match automatiskt utvisning, som markeras med rött kort. I volleyboll erhåller det andra laget en poäng när en spelare eller laget erhåller ett gult kort.

## Historia
Under VM i Fotboll 1966 fördes det fram synpunkter på att man på grund av språkbarriärer inte riktigt förstod hur domaren hade dömt. Det var framförallt efter kvartsfinalen 1966 då England mötte Argentina som tidningarna efter matchen skrev att domaren Rudolf Kreitlein varnade både Bobby och Jack Charlton, samt gav utvisning till argentinska Antonio Rattin. Domaren hade inte tydligt klargjort detta under matchen och den engelske managern Alf Ramsey menade att FIFA måste förtydliga domsluten efter matchen. Då fick domaren Ken Aston, som var FIFA:s domaransvarige under världsmästerskapet, idén att använda språkneutrala färgade kort för att kommunicera. Aston insåg att en färgkodningsschema skulle bygga på samma princip som används på trafikljus (gul - sluta om det är säkert att göra så, röd - stopp). Detta skulle överskrida språkbarriärer och göra det klart när en spelare varnades eller utvisades.
Systemet användes för första gången i VM i fotboll 1970 i Mexiko.
Att använda gula och röda kort har sedan antagits av en rad idrotter och utökas med flera koder anpassat för varje sport till sina specifika uppsättningar av regler eller lagar.
| Idrott     | 1:a gula kortet                            | Påföljande gula kort                                                 | Övrigt                                                                  |
| ---------- | ------------------------------------------ | -------------------------------------------------------------------- | ----------------------------------------------------------------------- |
| Fotboll    | Varning                                    | Andra gula kortet ger automatiskt rött kort, det vill säga utvisning | I seriespel kan flera gula kort i olika matcher resultera i avstängning |
| Handboll   | Varning                                    | Andra gula kortet ger automatiskt 2 minuter utvisning                |                                                                         |
| Rugby      | Utvisning 10 minuter                       |                                                                      |                                                                         |
| Volleyboll | Varning, motståndarlaget erhåller en poäng | Andra gula kortet ger automatiskt utvisning                          | Varning och utvisning gäller endast i aktuellt set                      |